# إي آيه بلاك بوكس
إي آيه بلاك بوكس (بالإنجليزية: EA Black Box)‏، هي شركة كندية سابقة، أسست سنة 1998، وأعلنت حل الشركة سنة 2013، حيث تم إنتاج عدد من ألعاب الفيديو، ومنها نيد فور سبيد، وغيره، وكان للشركة مقر في برنابي الكندية، وهي تابعة للشركة الأم إلكترونيك آرتس.